# Richtlinien zum Planungsprozess und für die einheitliche Gestaltung von Entwurfsunterlagen im Straßenbau
Die Richtlinien zum Planungsprozess und für die einheitliche Gestaltung von Entwurfsunterlagen im Straßenbau (kurz RE) sind ein in Deutschland gültiges technisches Regelwerk und behandeln die einheitliche Gestaltung der Entwurfsunterlagen für Straßenbaumaßnahmen.
Die derzeit gültige RE 2012 wurde am 2. Oktober 2012 durch das Bundesministerium für Verkehr, Bau und Stadtentwicklung (BMVBS) für Straßenbaumaßnahmen des Bundes eingeführt. Sie ersetzte die „Richtlinien für die Entwurfsgestaltung im Straßenbau (RE 85)“ und wurde durch eine Bund - Länderkommission erarbeitet. Im weiteren Verlauf wurde die RE 2012 von den für den Straßenbau zuständigen Ministerien der Bundesländer für ihren jeweiligen Geschäftsbereich eingeführt.

## Mustergliederung von Entwurfsunterlagen
Neben den unten genannten Inhalten liegen der RE 2012 eine Gliederung für den Erläuterungsbericht und diverse Musterpläne bei. Eine normgerechte Planunterlage enthält folgende Inhalte:
Teil A		Vorhabensbeschreibung
1	Erläuterungsbericht
Teil B		Planteil
2	Übersichtskarte
3	Übersichtslageplan
4	Übersichtshöhenplan
5	Lagepläne
6	Höhenpläne
7	Immissionsschutzmaßnahmen
8	Entwässerungsmaßnahmen
9	Landschaftspflegerische Maßnahmen
- Maßnahmenübersichtsplan
- Maßnahmenplan
- Maßnahmenblätter

10	Grunderwerb
11	Regelungsverzeichnis
12	Widmung, Umstufung, Einziehung
13	Kostenermittlung
Teil C		Untersuchungen, weitere Pläne und Skizzen
14	Straßenquerschnitte
- Ermittlung der		Bauklasse
- Regelquerschnitte
- Sonderquerschnitte

15	Ingenieurbauwerke
- Bauwerksskizzen

16	Sonstige Pläne
- Besondere		Lagepläne
- Planunterlagen		Folgemaßnahmen

17	Immissionstechnische Untersuchungen
- Erläuterungen
- Berechnungsunterlagen

18	Wassertechnische Untersuchungen
- Erläuterungen
- Berechnungsunterlagen

19	Umweltfachliche Untersuchungen
20	Bodenuntersuchungen
21	Sonstige Gutachten

Teil D		Nachweise
22	Verkehrsqualität
23	Verkehrssicherheit
24	Wirtschaftlichkeit